# Шалунов, Сергей Евгеньевич
Сергей Евгеньевич Шалунов (22 июля 1969, Чебоксары) — российский автогонщик. Кандидат в мастера спорта России по автоспорту.

## Общая информация
Сергей Шалунов родился 22 июля 1969 года в столице Чувашии городе Чебоксары (Российская Федерация). Там он закончил общеобразовательную школу № 1 и Чувашский государственный университет имени И. Н. Ульянова, получив диплом инженера.

Отец Сергея — Евгений Шалунов, известный ученый. Мама — Нина Шалунова, патентоповеренный РФ.

Сергей женат на Екатерине Гаврилик, гражданке Республики Беларусь из Минска. У него две дочери. 

Сергей Шалунов является Председателем Правления ЧРОО АС «Чувашская Автомобильная Федерация».
В свободное время автогонщик увлекается горными лыжами и велосипедом.

В арсенале Сергея Шалунова 11 «золотых» кубков, 12 «серебряных» и 7 «бронзовых». Список многочисленных трофеев продолжает пополняться. Как и положено автогонщику, его жизнь — это регулярные тренировки в спортзале и практика на международных автодромах.

## Спортивная карьера
Под руководством своего деда Бориса Смоленцева, Сергей впервые самостоятельно сел за руль легкового автомобиля, когда ему было 7 лет. Он не пропускал ни одной статьи об автогонках в единственном на всю страну тематическом журнале «За рулем», знал по именам пилотов Формулы-1, раллистов. Но сам в большой автоспорт пришёл намного позже. 

В пору его юности, началась Перестройка. Потом распад СССР, шоковые 90-е. Шалунов стал эффективным менеджером и успешным бизнесменом.
Шалунов пробовал свои силы в традиционном ралли в Чувашии, где стал первым в своём классе, в абсолютном и командном зачетах. Но основная работа долго не позволяла заняться автоспортом на серьезном уровне. И все же, благодаря друзьям, Сергей оказывается в Кубке России по кольцевым гонкам в зачетной группе Lada. Его напарником и наставником становится известный пилот Чемпионата Мира в классе Туринг (WTCC) Шаповалов, Виктор Александрович.
В первом своем сезоне Шалунов стал пятым.
В сезоне 2012 Сергей выступил за команду Arloid Racing сразу в двух классах: Кубке России Лада-Гранта и Чемпионате России в классе Туринг-лайт. В Кубке Шалунов пилотировал мощную Lada Granta Sport, оснащенную турбомотором (1600 см³, 240 л.с.). В Чемпионате он управлял Lada Kalina R2B (1600 см³, 180 л.с.). В обеих сериях были подиумы. В Кубке России Сергей со своим напарником Виктором Антоновым выиграли гонку на Смоленском Кольце. В результате в Кубке Лада Гранта, Сергей занял 4-е место в сезоне. В Туринг-лайт итогом сезона стало лишь 9-е место, так как в последних двух этапах автомобиль по техническим причинам не доехал до финиша во всех 4-х гонках.
В 2013 году Сергей Шалунов был приглашен в команду Syzran Racing Team. Команда выступала в Кубке России в классе Лада Гранта и Кубке России в классе Национальный. Напарником Сергея в Лада Гранта стал Чемпион России Михаил Митяев. Syzran Racing Team стала обладателем Кубка в группе Лада в командном зачете, а Шалунов занял 3-е место в личном зачете по итогам сезона. Это был трудный сезон для пилота, так как он повредил руку в одной из гонок.
В 2014 Сергей Шалунов участвовал в финальном этапе Radical Middle East Cup 2013/14 на быстром автомобиле Radical SR3 RS. В этом же году пилот выступил только в трех этапах Российской Серии Кольцевых Гонок (РСКГ) в классе Суперпродакшн на Lada Granta Sport. Все три раза он был на подиуме, включая Автодром Сочи. Осенью Сергей Шалунов взял старт в Radical Middle East Cup 2014/15.
Результатами выступлений в супер-быстром классе прототипов стали два титула вице-чемпиона Ближнего Востока 2014/15 и 2016/17 годов. А также командное чемпионство 2014/15 и титул Гонщика Сезона 2014/15, который был ему вручен на легендарной трассе Формула-1 Yas Marina International Circuit.

### Достижения в автоспорте
- С 90-х годов участие во многих традиционных региональных соревнованиях.
- 2011 Кубок России по кольцевым гонкам, зачетная группа Лада Гранта, 5 место;[3]
- 2011 Ралли «Чебоксарская Осень», 1 место в личном зачете и 1 место в командном.
- 2012 Кубок России по кольцевым гонкам, зачетная группа Лада Гранта, 4 место;[3]
- 2012 Чемпионат России, класс туринг-лайт, эпизодическое участие, 3 призовых;[4]
- 2013 Кубок России по кольцевым гонкам, зачетная группа Лада Гранта, 3 место в личном зачете и 1 место в командном[5];
- 2013 Кубок России, класс Национальный, эпизодическое участие, 2 место на этапе Moscow Raceway (гонка поддержки WTCC);[6]
- 2014 Кубок России по кольцевым автогонкам в группе «Супер-Продакшн»;
- 2014 Middle East Radical Cup, участие в финальном этапе на трассе Yas Marina, Абу-Даби, 5 место;
- 2015 Middle East Radical Cup, победа в шестиэтапной серийной гонке в Абу-Даби, Шалунов завоевал титул вице-чемпиона в личном зачете и победу в командном зачете.

### Статистика результатов
| Год     | Серия                                                          | Команда            | Машина            | 1       | 2          | 3         | 4            | 5         | 6         | 7        | 8          | 9         | 10        | 11        | 12        | 13          | 14         | 15       | 16        | Место | Очки  |
| ------- | -------------------------------------------------------------- | ------------------ | ----------------- | ------- | ---------- | --------- | ------------ | --------- | --------- | -------- | ---------- | --------- | --------- | --------- | --------- | ----------- | ---------- | -------- | --------- | ----- | ----- |
| 2011    | Кубок России по кольцевым автогонкам в группе «Лада Гранта»    | Aquatech Racing    | Lada Granta Sport | ADM 1 2 |            | NRing 1 5 | NRing 2 сход | СМО 1 5   | СМО 2 5   | СМО 1 3  | СМО 2 4    | MOS 1 н/к | MOS 2 6   | KZN 1 2   | КZN 2 4   | ТОЛ 1 8     | ТОЛ 2 5    |          |           | 9     | 129   |
| 2011    | Традиционное ралли «Чебоксарская осень»                        | Форсаж             | Lada Kalina Sport | ЧЕБ 1   |            |           |              |           |           |          |            |           |           |           |           |             |            |          |           | 1     | -     |
| 2012    | Кубок России по кольцевым автогонкам в группе «Лада Гранта»    | Arloid Racing      | Lada Granta Sport | HUN 1 5 | HUN 2 5    | ТОЛ 1 н/к | ТОЛ 2 5      | Чайка 1 7 | Чайка 2 5 | СМО 1    | СМО 2 5    | MOS 1 11  | MOS 2 8   | СМО 1 2   | СМО 2 н/к | NRing 1 4   | NRing 2 9  | KZN 1    | KZN 2 н/к | 4     | 133   |
| 2012    | Чемпионат России по Кольцевым Гонкам в группе «Туринг-Лайт»    | Arloid Racing      | Lada Granta Sport |         |            |           |              | NRing 1 4 | NRing 2 4 | ADM 1 2  | ADM 2 3    | MOS 1 4   | MOS 2 н/к | СМО 1 4   | СМО 2 3   | NRing 1 н/к | NRing 2 16 | СМО 1 12 | СМО 2 11  | 6     | 609   |
| 2013    | Кубок России по кольцевым автогонкам в группе «Национальный»   | Syzran Racing Team | Lada Granta Sport |         |            | MOS 1 7   | MOS 2        | СМО 1 11  | СМО 2 10  | KZN 1 10 | KZN 2 9    |           |           |           |           |             |            |          |           | 10    | 185   |
| 2013    | Кубок России по кольцевым автогонкам в группе «Лада»           | Syzran Racing Team | Lada Granta Sport | MOS 1   | MOS 2 6    | KRA 1 8   | KRA 2 аннул  | СМО 1 2   | СМО 2 н/к | MOS 1 6  | MOS 2 3    | KZN 1 4   | KZN 2 5   | NRing 1 4 | NRing 2 4 | ТОЛ 1 10    | ТОЛ 2      |          |           | 3     | 151   |
| 2014    | Кубок России по кольцевым автогонкам в группе «Супер-Продакшн» | Syzran Racing Team | Lada Granta Sport |         |            |           |              |           |           | KZN 1 4  | KZN 2 3    |           |           |           |           | SCH 1 7     | SCH 1 3    | СМО 1 2  | СМО 2 7   | 9     | 212.5 |
| 2014    | Radical Middle East Cup 2013/14                                | Arloid intraHouse  | Radical SR3 RS    |         |            |           |              |           |           |          |            |           |           |           | YMC 1 5   | YMC 2 сход  |            |          |           | -     | -     |
| 2014    | Radical Winter Cup                                             | Arloid intraHouse  | Radical SR3 RS    | YMC 1 5 | YMC 2      |           |              |           |           |          |            |           |           |           |           |             |            |          |           | -     | -     |
| 2014/15 | Radical Middle East Cup 2014/15                                | Arloid intraHouse  | Radical SR3 RS    | DUB 1 4 | DUB 2 сход | LOS 1     | LOS 2 1      | LOS 1 2   | LOS 2 6   | DUB 1 2  | DUB 2 1    | YMC 1 3   | YMC 2 5   | YMC 1 6   | YMC 2 1   |             |            |          |           | 1     | 121   |
| 2015    | Кубок России по кольцевым автогонкам в группе «Супер-Продакшн» | Arloid Automation  | Lada Granta Sport |         |            |           |              |           |           | KZN 1 2  | KZN 2 авар |           |           | MOS 1 2   | MOS 2 5   |             |            |          |           | 9     | 37    |
| 2015/16 | Radical Middle East Cup 2015/16                                | Arloid Automation  | Radical SR3 RS    | DUB 1 4 | DUB 2 5    | DUB 1 5   | DUB 1 3      | DUB 4 5   | LOS 6 3   |          |            |           |           |           |           |             |            |          |           | 5     | 113   |
| 2016/17 | Radical Middle East Cup 2016/17                                | Arloid Automation  | Radical SR3 RS    | YMC 1 3 | DUB        |           |              |           |           |          |            |           |           |           |           |             |            |          |           | 1     |       |